# Dominio fitogeográfico andino-patagónico

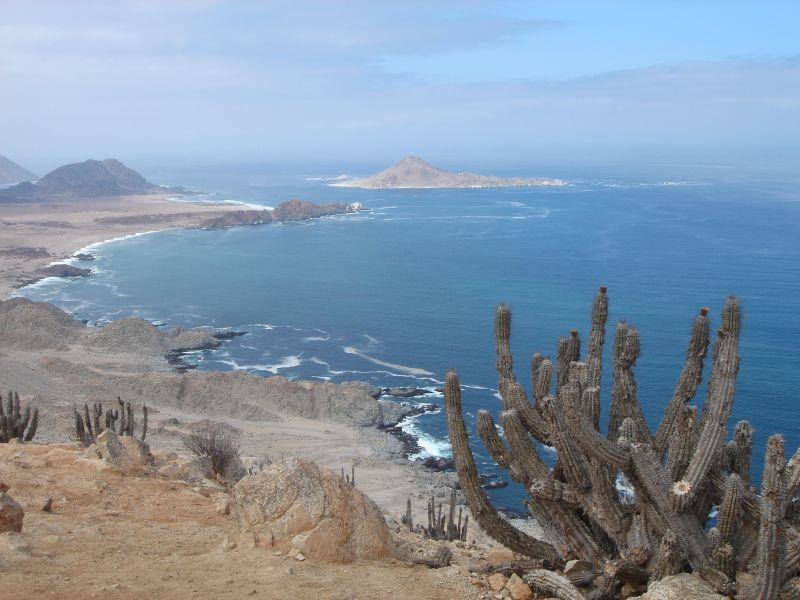
Parque Nacional Pan de Azúcar, en el centro-norte de Chile.

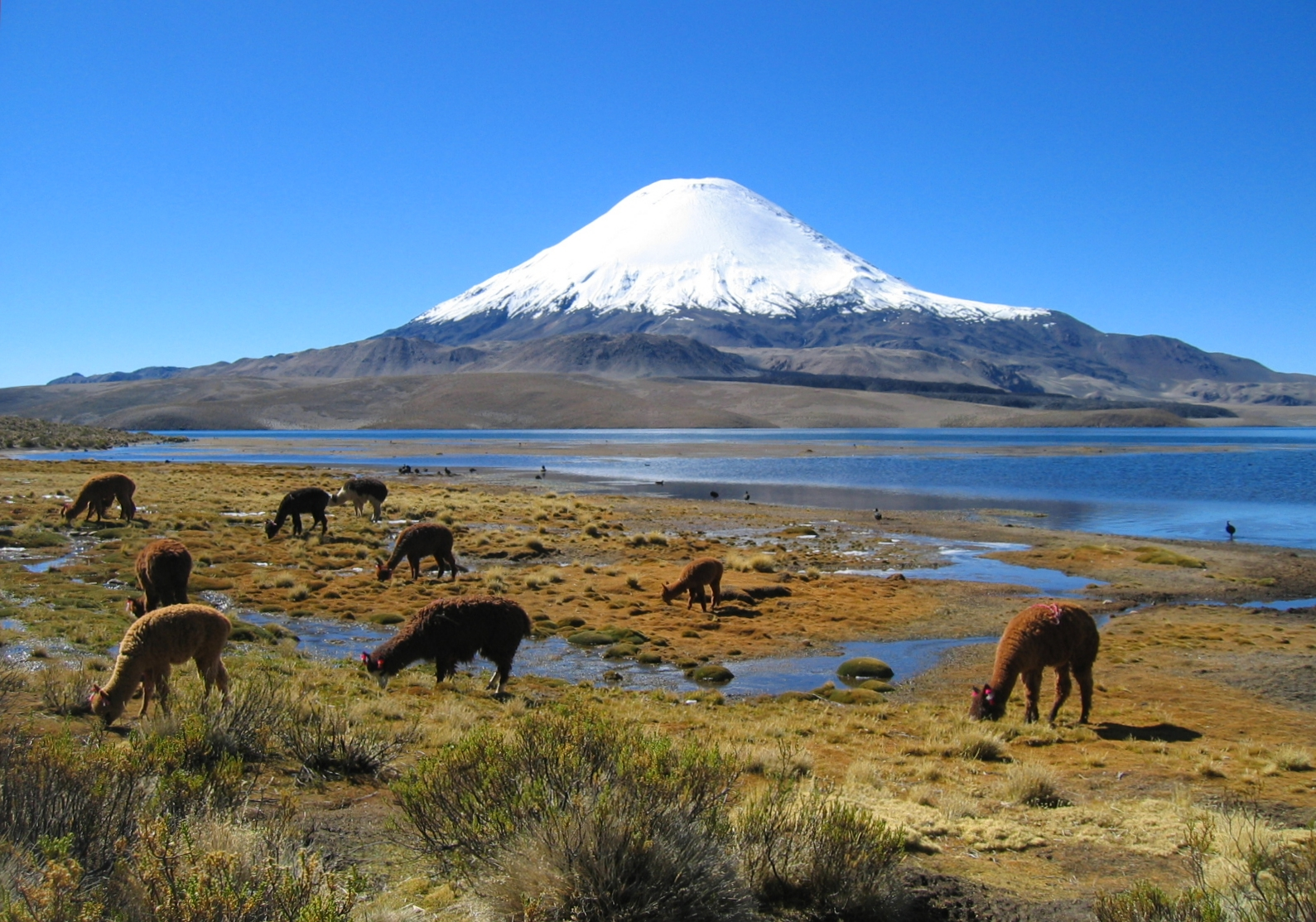
volcán Parinacota y lago Chungará en el norte de Chile.

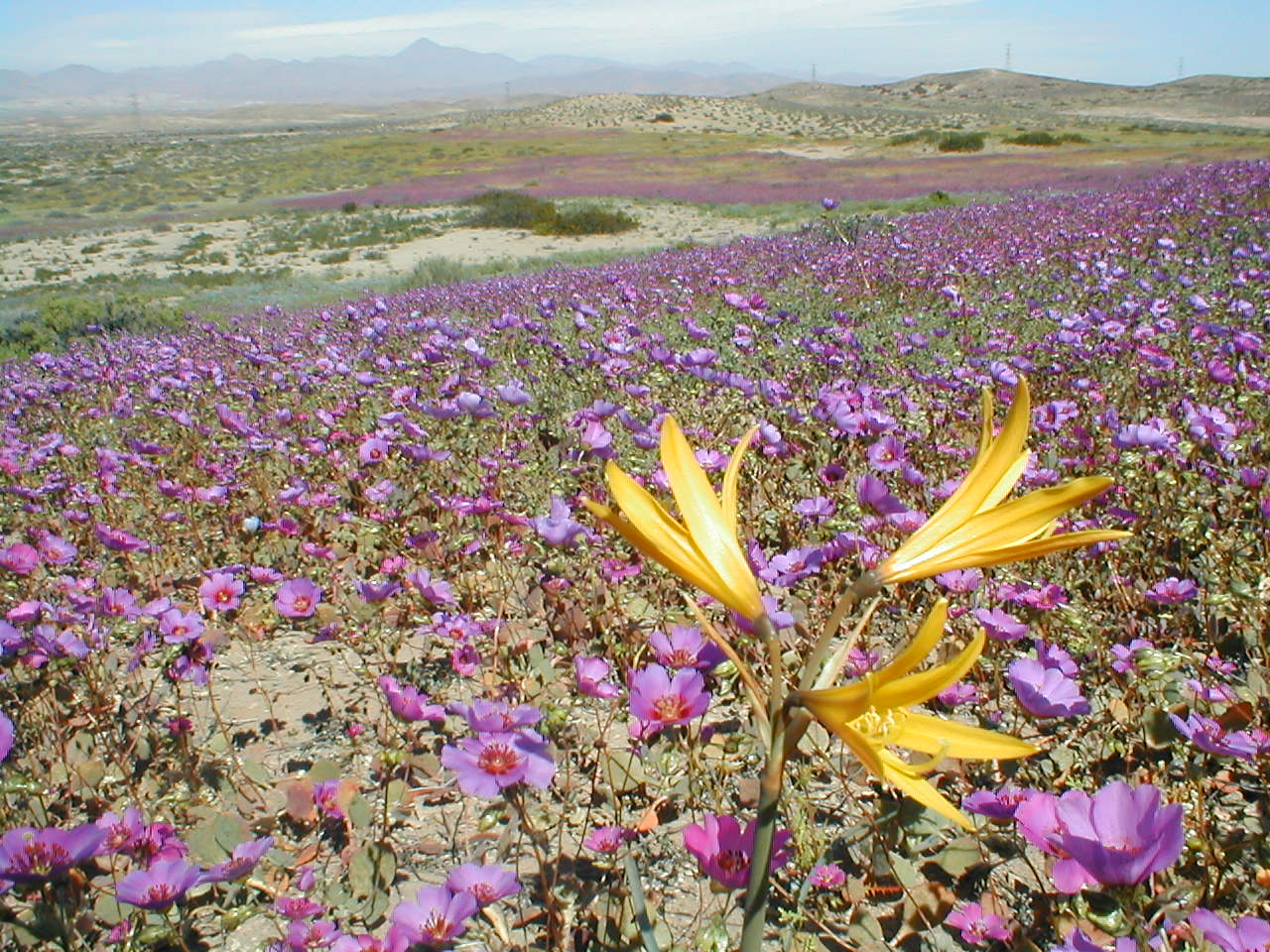
Desierto florido del centro-norte de Chile.

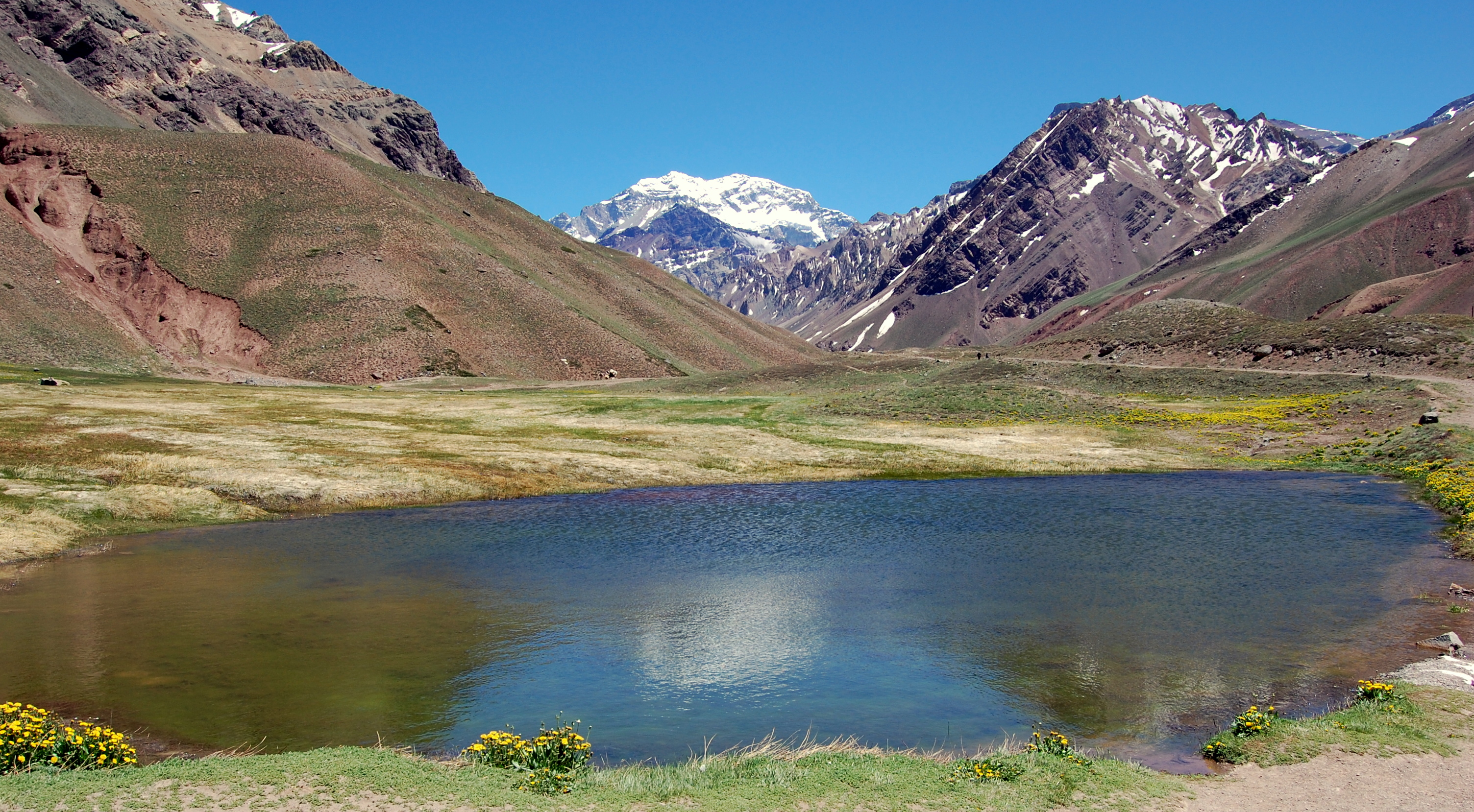
Aconcagua, Provincia fitogeográfica Altoandina.

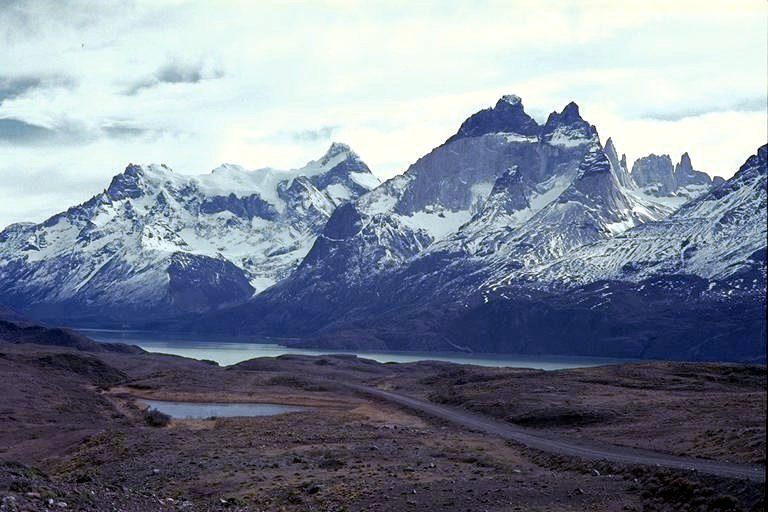
La cordillera de los Andes cerca de Punta Arenas, en el sur de Chile.

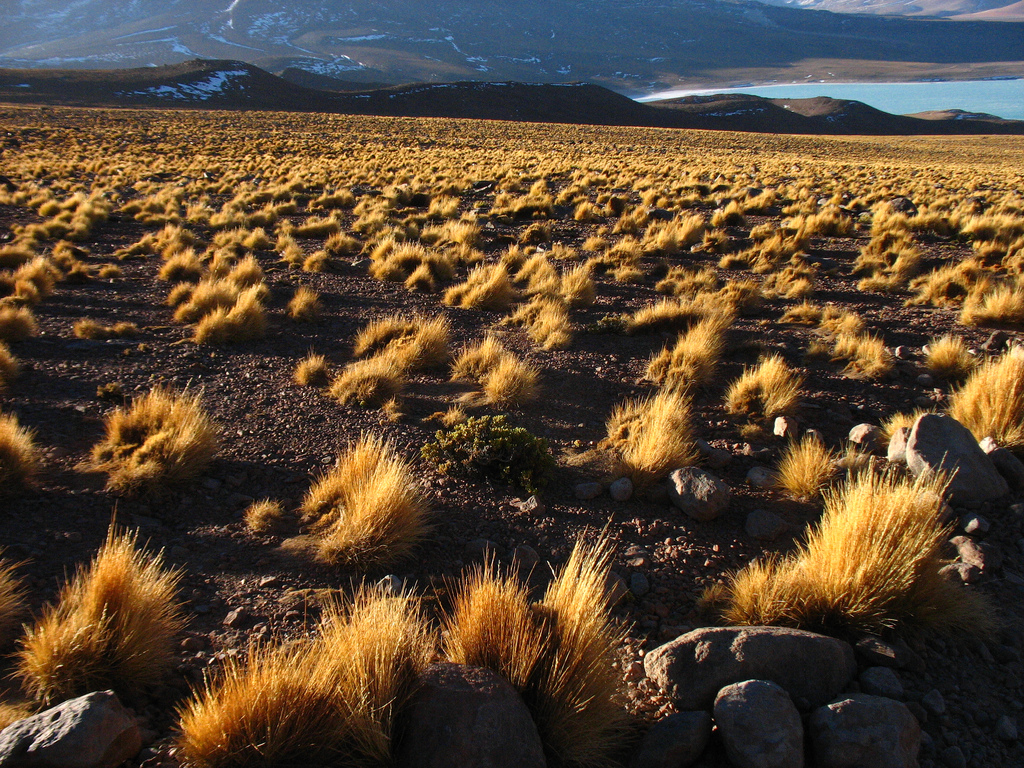
Pajonal de paja ichu (Stipa ichu) cerca de Laguna Verde, Potosí, Bolivia.

El desierto andino incluye formaciones esteparias tanto de estepas herbáceas como de estepas arbustivas; así como bosques bajos y distintos tipos de desiertos, desde los semidesiertos hasta los desiertos más absolutos.

## Distribución
Si bien hay varias clasificaciones generales, entre ellas la de Ronald Good, la de Armen Takhtajan, y la de Ángel Lulio Cabrera, en líneas generales este dominio se extiende sobre la cordillera de los Andes desde la cordillera andina de Venezuela y Colombia, a lo largo del oeste de Sudamérica, incluyendo los altiplanos y cumbres de cordilleras próximas, hasta la isla de los Estados. También abarca los desiertos de la costa pacífica de Ecuador, Perú, y el norte de Chile, así como las estepas de penillanuras y sierras de la Patagonia, desde las estribaciones de la cordillera andina hasta las costas del mar Argentino.

## Afinidades florísticas
Este Dominio fitogeográfico guarda alguna relación con los otros Dominios de la Región fitogeográfica Neotropical, en especial el Dominio fitogeográfico Chaqueño y en menor medida el Dominio fitogeográfico Amazónico.

## Características
Este Dominio fito geográfico se caracteriza por presentar floras especialmente adaptadas a la rigurosidad climática, tanto por exceso de frío como por carencia de agua, lo que redunda en características altamente xerófilas, con arbustos bajos o en cojín, plantas en forma de placas pegadas al suelo, sistemas radiculares profundos y extendidos, hojas muy reducidas o totalmente ausentes, partes vegetales cubiertas por tricotas o con abundantes secreciones resinosas, etc. Las gramíneas suelen presentar aspecto seco, con hojas duras, áfilas, habitualmente enrolladas, con frecuentes capas de densas cutinas, etc. En zonas muy secas dominan las especies efímeras anuales, de ciclo muy rápido, las que sólo germinan y florecen cuando se presentan las inconstantes precipitaciones, frecuentemente luego de muchos años de total ausencia.

## Suelos
Los suelos se presentan muy variados, aunque generalmente predominan los pobres, con abundante arena, cantos rodados, roca viva, salares, etc.

## Relieve
El relieve es muy variado, desde estepas arbustivas o desiertos absolutos a nivel del mar hasta altas cordilleras por sobre los 6000 m s. n. m., pasando por sierras, mesetas, llanuras y valles

## Clima
La variedad de ambientes es notable, altitudes que van desde el nivel del mar hasta los 6962 m s. n. m., latitudes que cubren ambos hemisferios desde las montañas costeras del mar Caribe hasta las de las islas subantárticas, etc. Frente a esto, el clima es sumamente variado, pero mantiene siempre una característica: su rigurosidad, la que se presenta por exceso de frío o por carencia de agua, lo que redunda en floras especialmente adaptadas, con características altamente xerófilas.

## Especies principales
El Dominio fitogeográfico Andino-Patagónico se caracteriza por la abundancia de especies y géneros endémicos de compuestas, crucíferas, verbenáceas, poáceas, papilionoideas, solanáceas, etc. variando la vegetación dependiendo de cada región. Hay una familia endémica de cierta importancia: malesherbiáceas.

## Provincias fitogeográficas
Este Dominio fitogeográfico es subdividido en varias Provincias fitogeográficas.
- Provincia fitogeográfica Altoandina
- Provincia fitogeográfica Puneña
- Provincia fitogeográfica Patagónica
- Provincia fitogeográfica del Desierto del Pacífico
- Provincia fitogeográfica Chilena Central